# Репер (геодезия)

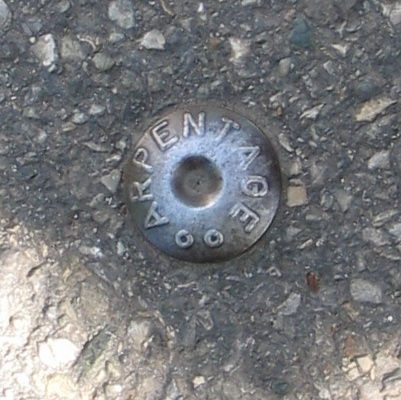
Репер во Франции

Репе́р (от фр. repère — метка, знак, исходная точка) в геодезии — знак, который находится в определённой точке земной поверхности с известной относительной высотой. Эта высота определяется посредством нивелирования относительно исходной уровенной поверхности. На реперах закрепляется металлический диск диаметром 5 сантиметров (марка) с номером и указанием ведомства. В России принято вычислять высоты реперов относительно нулевой отметки Кронштадтского футштока.

## Описание
Фундаментальные реперы представляют собой железобетонные пилоны. Такие реперы закладываются в грунт на расстоянии 50—80 километров друг от друга на всех нивелирных линиях I класса, наиболее важных линиях II класса и рядом с главными морскими водомерными установками. Другой вид реперов — рядовые: они закладываются через 5—7 километров на нивелирных линиях уже любых классов. Рядовые реперы, в свою очередь, могут быть грунтовыми, которые устанавливаются в земле, стенными, которые закладываются в стены капитальных сооружений, и скальными, закладываемыми в скальный грунт. Наконец, существуют и вековые реперы, которые закладываются в точках пересечения нивелирных линий I класса.
Фундаментальные и грунтовые реперы образуют на территории страны государственную нивелирную сеть и используются при изучении разности уровней морей, различных изыскательских работах и в качестве опорных пунктов для определения высот промежуточных точек земной поверхности во время топографических съёмок.
В России используется Балтийская система высот. В конце 1980-х годов производилась передача отметки Кронштадтского футштока на побережье дальневосточных морей, ошибка составила менее 15 сантиметров.